# 牧之鄉站

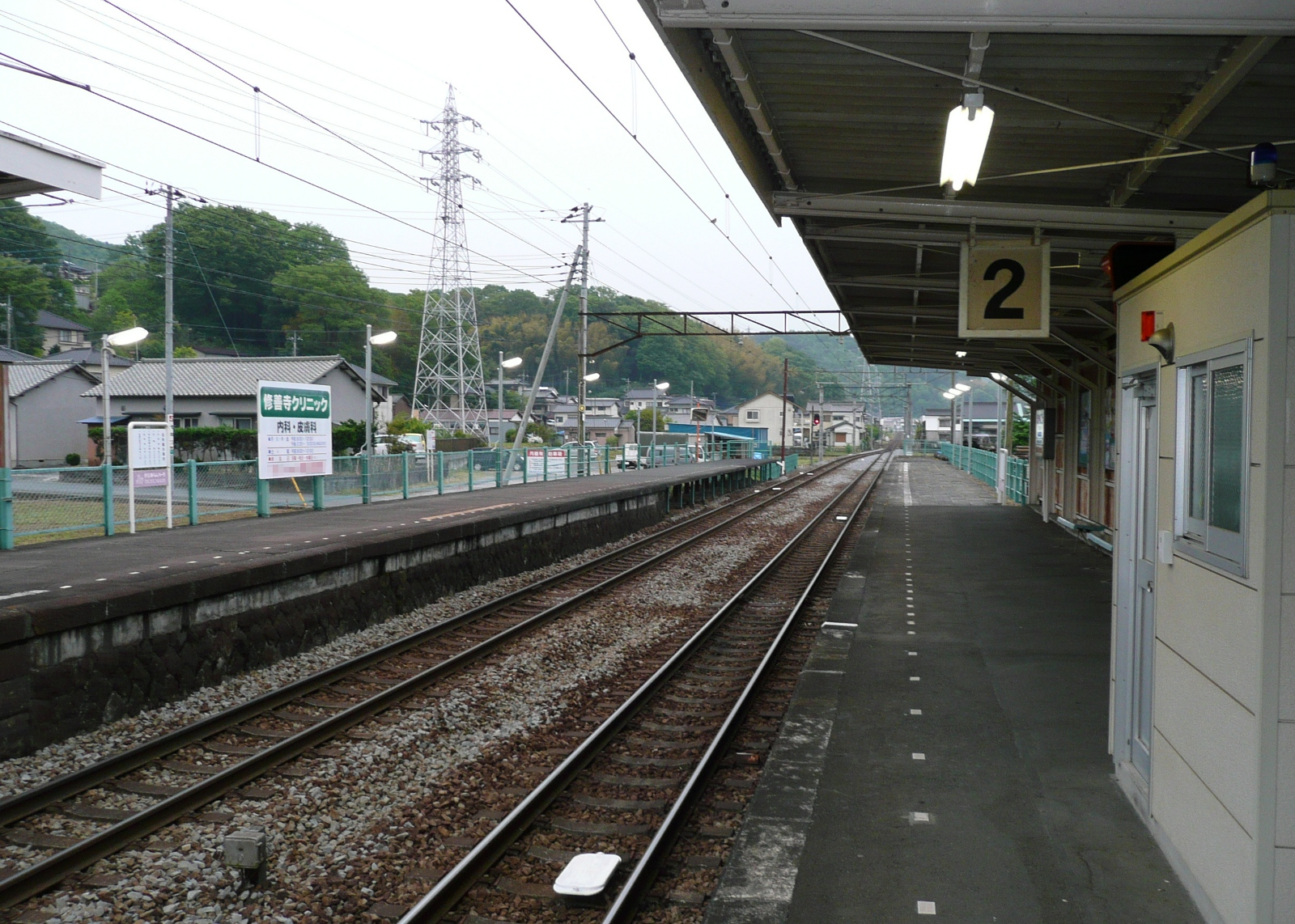
月台（2011年5月）

牧之鄉站（日语：／ Makinoko eki */?）是位於靜岡縣伊豆市牧之鄉，屬於伊豆箱根鐵道的駿豆線車站。車站編號為IS12。

## 歷史
- 1924年（大正13年）8月1日：大仁至修善寺之間開通，此站啟用。
- 1971年（昭和46年）5月1日：成為無人車站。
- 2015年（平成27年）3月27日：，在鐵道綜合技術研究所研究下，全球首架列車使用超導輸電技術於田京至修善寺之間成功行走[1]。在大仁站設置了超導輸電系統，以進行試驗行走。

## 車站構造
此站是地面車站，設有2面2線的相對式月台。此站是無人車站，2號月台設有輕觸式自動售票機和聯絡鄰站修善寺站的對講機。自動售票機在2009年駿豆線所有普通列車一人控制化之際更換為輕觸式。當列車進站時會播放國鐵型(永樂初期款式)接近廣播。兩架特急列車會在此站進行列車交會。

### 月台
| 月台 | 路線   | 上下行 | 方向       |
| ---- | ------ | ------ | ---------- |
| 1    | 駿豆線 | 下行   | 修善寺方向 |
| 2    | 駿豆線 | 上行   | 三島方向   |

## 使用狀況
根據「靜岡縣統計年鑑」，在2018年（平成30年）度，1日平均乘車人次為220人。
| 年度               | 1日平均 乘車人次 | 參考資料 |
| ------------------ | ---------------- | -------- |
| 1993年（平成05年） | 358              | [ * 1 ]  |
| 1994年（平成06年） | 348              | [ * 2 ]  |
| 1995年（平成07年） | 335              | [ * 3 ]  |
| 1996年（平成08年） | 324              | [ * 4 ]  |
| 1997年（平成09年） | 312              | [ * 5 ]  |
| 1998年（平成10年） | 294              | [ * 6 ]  |
| 1999年（平成11年） | 297              | [ * 7 ]  |
| 2000年（平成12年） | 276              | [ * 8 ]  |
| 2001年（平成13年） | 271              | [ * 9 ]  |
| 2002年（平成14年） | 253              | [ * 10 ] |
| 2003年（平成15年） | 253              | [ * 11 ] |
| 2004年（平成16年） | 246              | [ * 12 ] |
| 2005年（平成17年） | 225              | [ * 13 ] |
| 2006年（平成18年） | 216              | [ * 14 ] |
| 2007年（平成19年） | 199              | [ * 15 ] |
| 2008年（平成20年） | 214              | [ * 16 ] |
| 2009年（平成21年） | 233              | [ * 17 ] |
| 2010年（平成22年） | 226              | [ * 18 ] |
| 2011年（平成23年） | 237              | [ * 19 ] |
| 2012年（平成24年） | 248              | [ * 20 ] |
| 2013年（平成25年） | 250              | [ * 21 ] |
| 2014年（平成26年） | 235              | [ * 22 ] |
| 2015年（平成27年） | 228              | [ * 23 ] |
| 2016年（平成28年） | 232              | [ * 24 ] |
| 2017年（平成29年） | 228              | [ * 25 ] |
| 2018年（平成30年） | 220              | [ * 26 ] |

## 車站周邊
- 吉原山玉洞院 - 車站東方。曹洞宗的寺院。伊豆八十八箇所靈場5號札所。
- 靜岡縣80號熱海大仁線（日语：静岡県道80号熱海大仁線）
- 狩野川

## 相鄰車站
伊豆箱根鐵道
■駿豆線
■特急「踊子」
通過
■普通
大仁（IS11）－牧之鄉（IS12）－修善寺（IS13）

## 注腳

### 使用狀況
1. ↑  靜岡縣統計年鑑1993（平成5年）PDF（日語）
2. ↑  靜岡縣統計年鑑1994（平成6年）PDF（日語）
3. ↑  靜岡縣統計年鑑1995（平成7年）PDF（日語）
4. ↑  靜岡縣統計年鑑1996（平成8年）PDF（日語）
5. ↑  靜岡縣統計年鑑1997（平成9年）PDF（日語）
6. ↑  靜岡縣統計年鑑1998（平成10年）PDF（日語）
7. ↑  靜岡縣統計年鑑1999（平成11年）PDF（日語）
8. ↑  靜岡縣統計年鑑2000（平成12年）PDF（日語）
9. ↑  靜岡縣統計年鑑2001（平成13年）PDF（日語）
10. ↑  靜岡縣統計年鑑2002（平成14年）PDF（日語）
11. ↑  靜岡縣統計年鑑2003（平成15年）PDF（日語）
12. ↑  靜岡縣統計年鑑2004（平成16年）PDF（日語）
13. ↑  靜岡縣統計年鑑2005（平成17年）PDF（日語）
14. ↑  靜岡縣統計年鑑2006（平成18年）PDF（日語）
15. ↑  靜岡縣統計年鑑2007（平成19年）PDF（日語）
16. ↑  靜岡縣統計年鑑2008（平成20年）PDF（日語）
17. ↑  靜岡縣統計年鑑2009（平成21年）PDF（日語）
18. ↑  靜岡縣統計年鑑2010（平成22年）PDF（日語）
19. ↑  靜岡縣統計年鑑2011（平成23年）PDF（日語）
20. ↑  靜岡縣統計年鑑2012（平成24年）PDF（日語）
21. ↑  靜岡縣統計年鑑2013（平成25年）PDF（日語）
22. ↑  靜岡縣統計年鑑2014（平成26年）PDF（日語）
23. ↑  靜岡縣統計年鑑2015（平成27年）PDF（日語）
24. ↑  靜岡縣統計年鑑2016（平成28年）PDF（日語）
25. ↑  靜岡縣統計年鑑2017（平成29年）PDF（日語）
26. ↑  靜岡縣統計年鑑2018（平成30年）PDF（日語）

## 外部連結
- 伊豆箱根鐵道　牧之鄉站 （页面存档备份，存于）（日語）